# 約翰·J·斯塔莫斯
約翰·J·斯塔莫斯（英語：John J. Stamos，1924年1月30日—2017年1月28日）是一名美國律師和法官，1988年至1990年曾擔任伊利諾州最高法院法官。

## 早期生活
斯塔莫斯出生於伊利諾州芝加哥，父親是來自科林西亞州基亞托地區的希臘移民。在第二次世界大戰期間，斯塔莫斯於1943年至1945年在歐洲戰區的美國陸軍醫療隊服役。他最初在比利時的一個軍事精神病院做文書工作，但當醫院在突出部之役後開始治療受傷士兵時，他成為一名擔架兵。

## 職業生涯
戰後，斯塔莫斯於1948年獲得德保羅大學法學院的法學士學位，並於1949年獲得伊利諾州律師資格。隨後他擔任芝加哥市的助理公司法律顧問、庫克縣州檢察官助理和庫克縣州檢察官辦公室的刑事部主任。1966年，在前任丹·沃德被任命為伊利諾州最高法院法官後，時任第一助理州檢察官的斯塔莫斯被任命為庫克縣州檢察官。當斯塔莫斯在這個辦公室時，庫克縣審判了大規模謀殺犯理查·史派克，儘管斯塔莫斯沒有考慮親自起訴該案件。1968年，斯塔莫斯沒有被提名連任，因為市長理查德·J·戴利擔心該職位會輸給愛爾蘭裔的共和黨候選人羅伯特·J·奧洛克（Robert J. O'Rourke），而是提名愛德華·哈納罕，後者最終贏得了選舉。
由於他沒有被安排在1968年競選檢察官的職位，斯塔莫斯反而在這一年成功選上第一區上訴法院法官。他在該職位上任職，直至1988年被任命為伊利諾州最高法院法官，以填補西摩·西蒙退休後產生的空缺。有次在任職期間，他收到演員約翰·斯塔莫斯的粉絲來信，要求其提供照片。他回覆說，他發送了一張自己身穿司法袍的照片。

## 個人生活
斯塔莫斯結過兩次婚，第一次是與海倫·沃特里薩斯（Helen Voutiritsas），她於1981年死於乳腺癌，他們有四個孩子，而他於1986年再婚。2017年1月28日，斯塔莫斯在慶祝他即將到來的93歲生日的晚宴上因肺纖維化而逝世。他被埋葬在伊利諾州斯科基的紀念公園公墓裡。